# Sem (gramàtic)
Sem (en llatí Semus, en grec antic Σῆμος) fou un gramàtic grec de data incerta. L'enciclopèdia Suides diu que era d'Elis, però Ateneu de Naucratis el fa nascut a Delos, cosa més probable.
Suides diu també que va escriure vuit llibre sobre Delos, dos llibres de περίοδοι ("itineraris"), un sobre Paros, un altre sobre Pèrgam i una obra sobre els peans (περὶ παιἁνων).
La seva obra sobre Delos (Δηλιακά o Δηλιάς) va ser la més important de les que va escriure i és sovint esmentada per Ateneu i altres escriptors, com ara Esteve de Bizanci i a l'Etymologicum Magnum. Ateneu parla també d'un llibre de Sem sobre illes, Νησιάς, però segurament és un error i la lectura correcta seria Δηλιάς, l'obra ja mencionada.